# Grenailleuse
Une grenailleuse est une machine qui projette de la grenaille sous forme de micro-billes pour décaper une surface de la matière qui la recouvre. Le principe s'appelle le grenaillage.

## Grenailleuse dans la métallurgie
La grenailleuse, dans l’industrie métallurgique, est une machine destinée à exécuter l’opération de grenaillage, étage incontournable de parachèvement des pièces brutes de démoulage après la coulée ou brut de forgeage. Le système de projection est généralement la turbine.

### Principe et conception
La grenailleusec'est une machine qui travaille en vase clos pour des questions de sécurité (projection de micros-billes à grande vitesse, poussière, etc.), dans laquelle des pièces brutes sont traitées avant opérations de finition. Selon le type de pièces, les séries à produire et le degré de parachèvement, il existe une multitude de machines.
La chambre de projectionc’est un caisson fermé en acier résistant aux projections de grenailles, les zones directement exposées au jet doivent être particulièrement blindées (acier spéciaux au manganèse, mangano-siliceux, fonte blanche voire en caoutchouc armé). Ces blindages doivent en outre être facilement démontables pour l’entretien et le remplacement.
Le système de récupérationconstitué, dans le fond de la machine d’un bac qui récupère la grenaille et la poussière. Un système de recyclage sépare la grenaille des impuretés par gravitation ou magnétisme. Les grenailles sont ensuite acheminées, par un système mécanique, dans la trémie d’alimentation supérieure.
L’accès à la chambrecet accès doit être particulièrement soigné en raison des projections et doit être fermé soit par un volet métallique pour le travail à l’unité ou un rideau de caoutchouc pour les machines travaillant en continu.
La turbinec’est l’élément principal de la machine, constitué d’un cylindre muni de flasques, d’aubes intérieures ou palettes (rep.1) et d’un système d’alimentation central (rep.2). Cette turbine tournant à grande vitesse, doit permettre, par l’intermédiaire d’une sortie commandée (rep.3), d’orienter le jet de grenailles et son intensité. En fonction du travail à fournir et de la surface à traiter, une grenailleuse peut être équipée d’une ou plusieurs turbines. Les dimensions du rotor peuvent aller de 250  à   600 mm et une vitesse de rotation de 1 200  à   4 000 tr/min, ce qui donne une vitesse de projection de 50  à   100 m/s.
Ventilationun système de ventilation doit filtrer et récupérer les poussières émises, maintenir l’enceinte de la machine en dépression pour éviter la dispersion.
Accès à la machinel’accès à la chambre de traitement dépend de la conception de la machine et avant tout, des pièces, de leurs formes, leur fragilité et la cadence de production.

### Types de machines
Convoyeur à tapis (fig. B)le tapis peut être un tapi caoutchouc pour les pièces ne recevant qu’un décapage sur le dessus. Le tapis peut être ajouré pour permettre également le décapage par le dessous.
Convoyeur aérien (fig. A)il s’agit bien souvent d’un monorail qui traverse la machine et sur lequel roulent des paniers contenant les pièces à traiter, ou des balancelles où les pièces sont accrochées en grappes. Ces moyens de transport sont généralement entraînés en rotation, par une crémaillère à l’intérieur de la machine, pour permettre le décapage sur toutes les faces.
Traitement en vrac  (fig.C)soit dans un tonneau, soit sur un tapi mécanique articulé, appelé tablier retourneur, pour petites pièces de fonderie ou de forge peu fragiles.
Table rotativepour pièce encombrante ou délicate, où le chargement est manuel sur une table qui entre en rotation à l’intérieur de la machine afin de présenter toutes les faces au grenaillage.
Alimentation continuesur des machines spéciales de traitement de profilés sidérurgiques comme les tôles, les fils métalliques, tubes et autres profilés. Également pour des traitements de précontrainte ou de matage.

### Domaine d’utilisation
Le grenaillage concerne tous les ateliers de parachèvement des usines de forge et de fonderie, ainsi que les unités de laminage de la sidérurgie. C’est une étape incontournable dans la fabrication de pièces métalliques usinées ou non.
- Elles se composent d'une ou plusieurs turbines, d'une enceinte de grenaillage, d'un dispositif de récupération de la grenaille (vis et élévateur), d'un dispositif de triage et d'épuration de la grenaille, d'une installation de dépoussiérage.
- Les enceintes sont généralement protégées contre l'usure par des plaques d'acier au manganèse (Z 20 Mn 12) ou par du caoutchouc armé.
- Le dispositif de récupération de la grenaille se compose généralement d'une ou plusieurs vis d'Archimède placées à la partie inférieure de la cabine de grenaillage (fréquemment en fosse) qui débite la grenaille dans un élévateur. À la base de l'élévateur, une grille pour l'apport journalier d'abrasif ou mieux un dispositif automatique (économiseur).
- Triage et épuration de la grenaille
- À la sortie de l'élévateur, la grenaille est versée dans le séparateur (soit tamis en cascade ou tamis rotatif) qui répartit le mélange grenaille et déchets sur une veine uniforme et élimine les corps étrangers.

## Grenaillage routier
On désigne par grenailleuse une machine destinée à l'entretien du réseau routier par projection de micros-billes métalliques sur le revêtement.

### Buts
- Redonner de l'adhérence aux routes, rendues lisses et glissantes par la circulation, en remettant en évidence la microtexture du revêtement et en améliorant l'écoulement des eaux de pluie.
- Dégommage des pistes aéroportuaires.
- Effacer des marquages routiers par grenaillage, technique parallèle au passage d'un enduit noir.

### Techniques
La grenailleuse est une machine, en général montée à l'avant d'un camion, qui peut avoir selon les besoins une largeur de 0,25  à   1,90 m.
Pour le traitement d'une chaussée normale, la machine projette des gerbes de micros-billes d'acier sur une largeur de 1,2 m à chacun des 3 passages. Les poussières sont aspirées pour être envoyées dans la benne étanche du camion et les billes d'acier sont récupérées par une bande magnétique et renvoyées dans le circuit de grenaillage.
La surface traitée, en rénovation de chaussée, est de l'ordre de 2 000 à 3 000 m2/heure.